# Hugo Andrés Araujo
Hugo Andrés Araujo de la Torre (Llera de Canales, Tamaulipas, 16 de noviembre de 1947) es un político y activista social mexicano, miembro del Partido Revolucionario Institucional, fue diputado federal y senador.
Es licenciado en Economía egresado de la Universidad Nacional Autónoma de México, siendo sus compañeros de estudios varios personajes que posteriormente ocuparían destacados cargos en la política mexicana, como Alberto Anaya, Rolando Cordera, Manuel Camacho y Carlos Salinas de Gortari. Hugo Andrés Araujo, junto a Alberto Anaya, fue un activo partidario y activista de la denominada Línea de masas, propuesta de acción política campesina de izquierda promovida por Adolfo Orive Bellinger, quien había sido su profesor en la universidad, y que posteriormente se denominó Línea Proletaria. El principal proyecto desarrollo por ellos se llevó a cabo en el ejido de Batopilas, Coahuila.
Con la elección en 1988 de Carlos Salinas de Gortari como Presidente de México, Hugo Andrés Araujo fue designado Secretario General de la Confederación Nacional Campesina, el sector campesino del Partido Revolucionario Institucional, y en 1994 fue elegido Senador por Tamaulipas a las LVI y LVII Legislaturas cuyo periodo culminó en 2000.
De 2005 a 2008 se desempeñó como diputado al Congreso de Tamaulipas.